# Brachiaria plantaginea
Brachiaria plantaginea là một loài thực vật có hoa trong họ Hòa thảo. Loài này được (Link) Hitchc. mô tả khoa học đầu tiên năm 1909.